# Linus Walleij
Linus "King Fisher" Walleij, född 5 juni 1972 i Stockholm, är en svensk civilingenjör, författare, översättare[källa behövs] och hackare.  Inom Commodore 64-scenen förvärvade han sig namnet King Fisher, och han har varit en del av scenen sedan 1980-talet i demogruppen Triad. Han publicerade 1994 den första versionen av sin bok Copyright finns inte, som behandlar bland annat hackerkultur. År 2004 gav han ut Att använda GNU/Linux genom Studentlitteratur, en handbok i hur operativsystemet GNU/Linux fungerar och används.
Han har arbetat med standardisering inom IETF där han författat RFC 3534 för transportformatet Ogg och är delförfattare till RFC 4194 som definierar ett transportlager för hexadecimala minnesdumpar i XML-format.
Han är utvecklare i öppen källkodsprojekten libnjb, libmtp och gnomad2, och en av de utvecklare som skickar ändringar till Linuxkärnan vidare till Linus Torvalds.
Walleij var under en period också utvecklare av samt skribent på nättidningen Yelah. Han arbetade många år inom Ericsson-koncernen, senast på ST-Ericsson men är numera anställd av Linaro.

## Fotnoter
1. ↑  ”Datastudent i lagens utkant”. https://www.nyteknik.se/nyheter/datastudent-i-lagens-utkant/370655.
2. ↑  ”Max Stirner: Den ende och hans egendom”. dflund.se. https://dflund.se/~triad/stirner/#denende. Läst 27 juli 2020.
3. ↑  https://dflund.se/~triad/stirner/denende/denendea5.pdf
4. ↑  Tidigare utgiven med titeln: Att använda GNU/Linux
5. ↑  ”Att använda Linux och GNU”. dflund.se. https://dflund.se/~triad/gnulinux/. Läst 27 juli 2020.
6. 1 2  ”Linaro hjälper Linux ta över världen”. http://techworld.idg.se/2.2524/1.586547/linaro-hjalper-linux-ta-over-varlden.
7. ↑  ”Inga nedskärningar på ST-Ericsson”. Arkiverad från originalet den 26 april 2012. https://web.archive.org/web/20120426071247/http://www.sydsvenskan.se/ekonomi/inga-nedskarningar-pa-st-ericsson.